# Gazavão II Camsaracano
Gazavão II Camsaracano (em armênio: Գազավոն Կամսարացան; romaniz.: Gazavon Kamsarakan; em latim: Gazavone Camsaracanus) foi nobre armênio do começo do século V. Era filho de Afraates I. No reinado do xá Vararanes V (r. 420–438), o católico Isaque I, o Parta (r. 387–428) pede ao rei que devolvesse a propriedade confiscada de Gazavão e Vararanes consente.